# Gábor Tóth (luchador)
Gábor Tóth (Budapest, 29 de noviembre de 1964) es un deportista húngaro que compitió en lucha libre. Ganó una medalla de bronce en el Campeonato Mundial de Lucha de 1989 y cinco medallas en el Campeonato Europeo de Lucha entre los años 1986 y 1992.
Participó en dos Juegos Olímpicos de Verano, ocupando el cuarto lugar en Seúl 1988 y el 11.º lugar en Barcelona 1992.

## Palmarés internacional
| Campeonato Mundial | Campeonato Mundial       | Campeonato Mundial | Campeonato Mundial |
| Año                | Lugar                    | Medalla            | Categoría          |
| ------------------ | ------------------------ | ------------------ | ------------------ |
| 1989               | Martigny (Suiza)         | Medalla de bronce  | 90 kg              |
| Campeonato Europeo |                          |                    |                    |
| Año                | Lugar                    | Medalla            | Categoría          |
| 1986               | El Pireo (Grecia)        | Medalla de plata   | 90 kg              |
| 1988               | Mánchester (Reino Unido) | Medalla de bronce  | 90 kg              |
| 1990               | Poznań (Polonia)         | Medalla de plata   | 90 kg              |
| 1991               | Stuttgart (Alemania)     | Medalla de plata   | 90 kg              |
| 1992               | Kaposvár (Hungría)       | Medalla de plata   | 90 kg              |